# Веле Поље
Веле Поље је насељено место у градској општини Црвени Крст на подручју града Ниша у Нишавском округу. Налази се у јужном делу Алексиначке котлине, 24 километра северно, на путу од Топонице ка селима Врело и Палиграце. Према попису из 2022. било је 337 становника (према попису из 1991. било је 652 становника).

## Историја
Веле Поље је старо, још у средњем веку формирано село. Име му значи велико поље. Турски попис 1454/55. године, непосредно након пада ових крајева у турске руке, затекао га је под данашњим називом, као развијено село са 33 куће и дажбином у износу 2.967 акчи. Након четири деценије, 1498. године, евидентирано је као велико село, зеамет Ибрахим-бега из Ниша са 111 домова, 35 самачких, 9 удовичких домова, 2 рајинске воденице (које раде пола године) и са дажбинама које износе 15.717 акчи.
Према турском попису нахије Ниш из 1516. године, место је било једно од 111 села нахије и носило је исти назив као данас, а имало је 100 кућа, 11 удовичка домаћинства, 16 самачка домаћинства.
Извештаји аустријских ухода с краја 18. века (1783. и 1784. године) такође су га споменули са 60 кућа. Почетком 20. века, године 1910. село је имало 93 домаћинства и 718 становника, а 1921. године 110 домачинстава и 790 становника.
Из доба окупације Турске, познати мештанин Китка је био хајдук.
По ослобођењу од Турака, Веле Поље се развијало, пре свега, као ратарско-сточарско село. Пространији шумски фондови турског и посттурског периода истицали су и значај продаје дрвета и дрвене грађе. Због већих комплекса обрадиве и плодније земље, Веле Поље је исказивало већи степен имућности у односу на околна села. Временом је, чак, испољило тенденцију развоја ка мањем локалном средишту. Доминирајући пољопривредни карактер је задржало и у периоду после Другог светског рата, премда су се од шездесетих година испољиле изразите тенденције исељавања и застаревања (старачка домаћинства). Од 1975. године јавиле су се и тенденције куповања парцела за изградњу викенд кућа. Према пописним подацима, у селу је у 1971. години живело 81 пољопривредно, 49 мешовитих и непољопривредних домаћинстава
Интересантно је по томе што су мештани иградили вештачки канал такозвана „Река“ који узима воду из реке повише села и пролази скоро половином села. Канал служи за наводњавање башти у непосредној близини села. На каналу је изграђена и воденица.

## Саобраћај
До насеља се може доћи приградским линијама 32 ПАС Ниш - Чамурлија - Горња Топоница - Берчинац - Паљина - Миљковац - Вело Поље - Кравље и линијом 32Л ПАС Ниш - Чамурлија - Горња Топоница - Берчинац - Паљина - Миљковац - Вело Поље - Палиграце.

## Демографија
У насељу Веле Поље живи 402 пунолетна становника, а просечна старост становништва износи 51,2 година (51,0 код мушкараца и 51,3 код жена). У насељу има 140 домаћинства, а просечан број чланова по домаћинству је 2,41.
Ово насеље је великим делом насељено Србима (према попису из 2002. године), а у последња три пописа, примећен је пад у броју становника.
|  |

| Демографија | Демографија | Демографија |
| Година      | Становника  | Становника  |
| ----------- | ----------- | ----------- |
| 1948.       | 1.072       |             |
| 1953.       | 1.120       |             |
| 1961.       | 1.143       |             |
| 1971.       | 512         |             |
| 1981.       | 770         |             |
| 1991.       | 652         | 652         |
| 2002.       | 537         | 546         |
| 2011.       | 454         |             |
| 2022.       | 337         |             |

| Етнички састав према попису из 2002.‍ | Етнички састав према попису из 2002.‍ | Етнички састав према попису из 2002.‍ | Етнички састав према попису из 2002.‍ | Етнички састав према попису из 2002.‍ |
| ------------------------------------ | ------------------------------------ | ------------------------------------ | ------------------------------------ | ------------------------------------ |
|                                      |                                      |                                      |                                      |                                      |
| Срби                                 | Срби                                 |                                      | 525                                  | 97,76%                               |
| Роми                                 | Роми                                 |                                      | 6                                    | 1,11%                                |
| Црногорци                            | Црногорци                            |                                      | 1                                    | 0,18%                                |
| Немци                                | Немци                                |                                      | 1                                    | 0,18%                                |
| Бугари                               | Бугари                               |                                      | 1                                    | 0,18%                                |
| непознато                            | непознато                            |                                      | 1                                    | 0,18%                                |

| Година пописа     | 1948. | 1953. | 1961. | 1971. | 1981. | 1991. | 2002. |
| ----------------- | ----- | ----- | ----- | ----- | ----- | ----- | ----- |
| Број домаћинстава | 191   | 213   | 241   | 136   | 240   | 221   | 192   |

| Број чланова      | 1  | 2  | 3  | 4  | 5  | 6  | 7 | 8 | 9 | 10 и више | Просек |
| ----------------- | -- | -- | -- | -- | -- | -- | - | - | - | --------- | ------ |
| Број домаћинстава | 45 | 63 | 29 | 22 | 13 | 15 | 5 | 0 | 0 | 0         | 2,79   |

| Пол    | Укупно | Неожењен/Неудата | Ожењен/Удата | Удовац/Удовица | Разведен/Разведена | Непознато |
| ------ | ------ | ---------------- | ------------ | -------------- | ------------------ | --------- |
| Мушки  | 237    | 42               | 165          | 18             | 12                 | 0         |
| Женски | 241    | 20               | 162          | 57             | 1                  | 1         |
| УКУПНО | 478    | 62               | 327          | 75             | 13                 | 1         |

| Пол    | Укупно                    | Пољопривреда, лов и шумарство | Рибарство                            | Вађење руде и камена | Прерађивачка индустрија       |
| ------ | ------------------------- | ----------------------------- | ------------------------------------ | -------------------- | ----------------------------- |
| Мушки  | 169                       | 78                            | 0                                    | 1                    | 26                            |
| Женски | 116                       | 97                            | 0                                    | 0                    | 8                             |
| УКУПНО | 285                       | 175                           | 0                                    | 1                    | 34                            |
| Пол    | Производња и снабдевање   | Грађевинарство                | Трговина                             | Хотели и ресторани   | Саобраћај, складиштење и везе |
| Мушки  | 1                         | 28                            | 9                                    | 1                    | 8                             |
| Женски | 0                         | 0                             | 3                                    | 1                    | 0                             |
| УКУПНО | 1                         | 28                            | 12                                   | 2                    | 8                             |
| Пол    | Финансијско посредовање   | Некретнине                    | Државна управа и одбрана             | Образовање           | Здравствени и социјални рад   |
| Мушки  | 0                         | 0                             | 5                                    | 1                    | 4                             |
| Женски | 0                         | 0                             | 1                                    | 3                    | 2                             |
| УКУПНО | 0                         | 0                             | 6                                    | 4                    | 6                             |
| Пол    | Остале услужне активности | Приватна домаћинства          | Екстериторијалне организације и тела | Непознато            | Непознато                     |
| Мушки  | 1                         | 0                             | 0                                    | 6                    | 6                             |
| Женски | 1                         | 0                             | 0                                    | 0                    | 0                             |
| УКУПНО | 2                         | 0                             | 0                                    | 6                    | 6                             |